# 13 юли
13 юли е 194-тият ден в годината според григорианския календар (195-и през високосна година). Остават 171 дни до края на годината.

## Събития
- 1793 г. – Ръководителят на Френската революция Жан-Пол Марат е убит във ваната на собствената си баня от френската благородничка и член на противникова политическа формация Шарлот Корде.
- 1837 г. – Кралица Виктория става първият крал на Обединеното кралство Великобритания и Ирландия (по-късно преименувано на Обединеното кралство Великобритания и Северна Ирландия), който се настанява в Бъкингамския дворец в Лондон.
- 1878 г. – Подписан е Берлинският договор, който урежда отношенията на Балканите след Руско-турската война (1877 – 1878). Сърбия, Черна гора и Румъния получават пълна независимост от Османската империя.
- 1881 г. – Съставено е шестото правителство на Княжество България, което няма министър-председател, а работата му се ръководи пряко от княз Александър I Батенберг в условията на т.нар. „режим на пълномощията“.
- 1930 г. – В Уругвай е открито първото световно първенство по футбол.
- 1963 г. – В Съветския съюз 33 от 35-те души на борда на самолета при полет 012 на „Аерофлот“ загиват, когато машината се разбива, при приближаване към летището в Иркутск, Сибир. „Ту-104B“ излита от Пекин, Китай, с крайна дестинация Москва и едно планирано кацане в Иркутск.
- 1985 г. – Състои се благотворителният концерт „Лайв ейд“, организиран за борба с гладуването в Етиопия.
- 1994 г. – На полуфинала на Световното първенство по футбол в САЩ България губи от Италия с 2:1.
- 2004 г. – Официално е прието националното знаме на Черна гора.
- 2024 г. – 20-годишният Томас Матю Крукс прави опит за убийство на тогава бившия президент на САЩ Доналд Тръмп. Убива един човек и ранява седем, включително Тръмп, който е прострелян в ухото. Крукс е убит от агентите на Тайните служби на САЩ.

## Родени
- 100 г. пр.н.е. – Юлий Цезар († 44 пр.н.е.)
- 1527 г. – Джон Дий, математик, астроном, астролог, окултист, навигатор, империалист и консултант на кралицата Елизабет I († 1608 г.)
- 1590 г. – Климент X, римски папа († 1676 г.)
- 1608 г. – Фердинанд III, император на Свещената римска империя († 1657 г.)
- 1798 г. – Александра Фьодоровна, императрица на Русия († 1860 г.)
- 1821 г. – Натан Бедфорд Форест, основател на Ку Клукс Клан († 1877 г.)
- 1841 г. – Ото Вагнер, австрийски архитект († 1918 г.)
- 1849 г. – Херман Хелмер, австрийски архитект († 1919 г.)
- 1851 г. – Сергей Степняк-Кравчинский, руски писател († 1895 г.)
- 1862 г. – Петър Гудев, министър-председател на България († 1932 г.)
- 1889 г. – Коста Тодоров, български политик († 1947 г.)
- 1894 г. – Исак Бабел, съветски новелист и драматург († 1940 г.)
- 1903 г. – Кенет Кларк, британски изкуствовед († 1983 г.)
- 1918 г. – Алберто Аскари, италиански пилот от формула 1 († 1955 г.)
- 1919 г. – Гриша Филипов, министър-председател на България († 1994 г.)
- 1922 г. – Вълкана Стоянова, българска народна певица († 2009 г.)
- 1928 г. – Томазо Бушета, италиански мафиот († 2000 г.)
- 1934 г. – Уоле Шоинка, нигерийски писател, Нобелов лауреат през 1986 г.
- 1940 г. – Атанас Яранов, български художник († 1988 г.)
- 1940 г. – Патрик Стюарт, английски актьор
- 1942 г. – Харисън Форд, американски актьор
- 1944 г. – Ерньо Рубик, унгарски изобретател, скулптор и архитект
- 1950 г. – Джордж Нелсън, американски астронавт
- 1950 г. – Ма Индзиу, тайвански политик
- 1953 г. – Оливер Мандич, сръбски певец и композитор
- 1954 г. – Бойко Ноев, български политик
- 1957 г. – Тиери Бутсен, белгийски пилот от Формула 1
- 1967 г. – Бени Бенаси, италиански диджей
- 1974 г. – Ярно Трули, италиански автомобилен пилот
- 1979 г. – Крейг Белами, уелски футболист
- 1985 г. – Гилермо Очоа, мексикански футболист
- 1988 г. – Стивън Маккуин, американски актьор
- 1993 г. – Анастасия Левордашка, българска актриса

## Починали
- 939 г. – Лъв VII, римски папа (* неизв.)
- 1583 г. – Балтазар Жерар, френски католик (* 1557 г.)
- 1807 г. – Йохан III Бернули, швейцарски математик и астроном (* 1744 г.)
- 1895 г. – Петко Славейков, български писател и публицист (* 1827 г.)
- 1895 г. – Христо Стоянов, български политик (* ок. 1842 г.)
- 1896 г. – Фридрих Август Кекуле, германски химик (* 1829 г.)
- 1912 г. – Марк-Емил Руше, швейцарски политик (* 1853 г.)
- 1921 г. – Габриел Липман, френски физик, Нобелов лауреат (* 1845 г.)
- 1924 г. – Алфред Маршал, английски икономист (* 1842 г.)
- 1951 г. – Арнолд Шьонберг, австрийски композитор (* 1874 г.)
- 1951 г. – Николаус Велтер, люксембургски писател, литературовед и държавник (* 1871 г.)
- 1954 г. – Фрида Кало, мексиканска художничка (* 1907 г.)
- 1967 г. – Андре Мазон, френски филолог (* 1881 г.)
- 1974 г. – Патрик Блакет, британски физик, Нобелов лауреат (* 1897 г.)
- 1976 г. – Йоахим Пайпер, германски офицер (* 1915 г.)
- 2000 г. – Ян Карски, полски офицер (* 1914 г.)
- 2005 г. – Асен Кисимов, български актьор (* 1936 г.)
- 2009 г. – Никола Станчев, български борец (* 1930 г.)
- 2013 г. – Кори Монтийт, канадски актьор и музикант (* 1982 г.)
- 2014 г. – Надин Гордимър, южноафриканска писателка, Нобелов лауреат (* 1923 г.)

## Празници
- Черна гора – Международно призната за независима държава (Берлински конгрес, 1878 г.) и Годишнина от антифашисткото въстание (1941 г., национален празник)